# Sintang
Sintang est une ville d'Indonésie dans l'île de Bornéo. Elle est située à la confluence du fleuve Kapuas et de la rivière Melawi.
Administrativement, c'est un kecamatan du kabupaten de Sintang dans la province de Kalimantan occidental, dont elle est le chef-lieu. Sa population est d'environ 59 410 habitants.

## Galerie

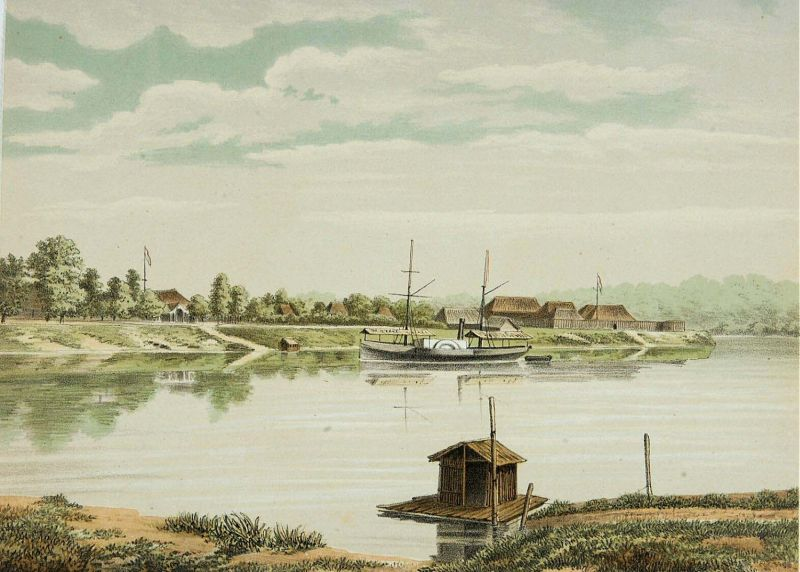
Lithographie de Sintang dans les années 1880 par Josias Cornelis Rappard
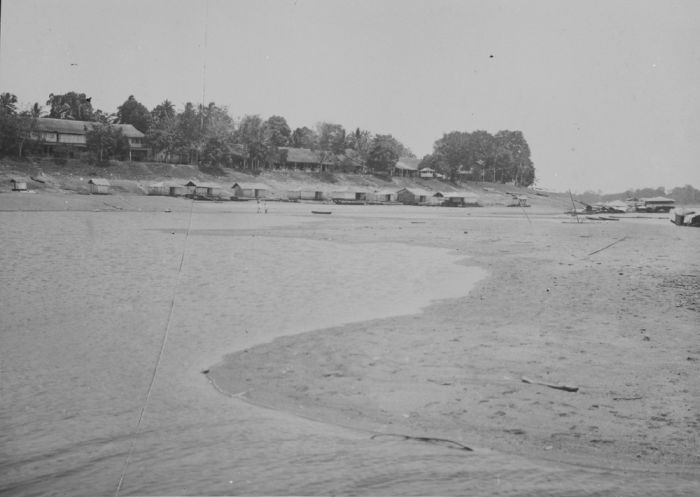
Vue de Sintang depuis le Kapuas aux alentours de 1930
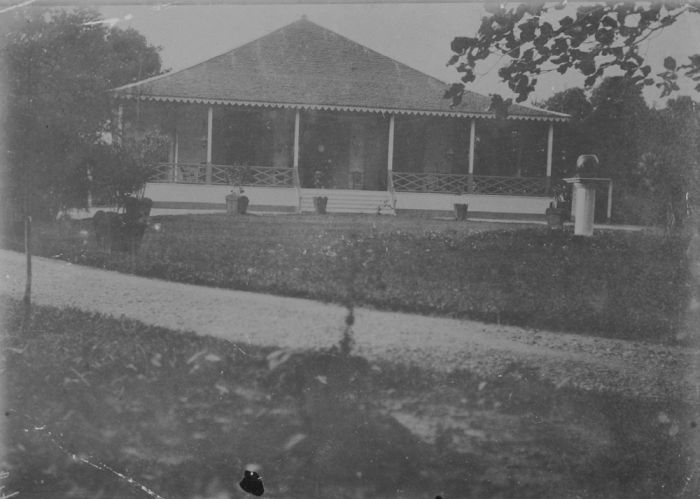
La maison de l'assistant-résident de Sintang au début de XXe siècle